# Jacques-Pierre Amette
Jacques-Pierre Amette (Saint-Pierre-sur-Dives, 18 maggio 1943) è uno scrittore e critico letterario francese.
Ha ottenuto il Premio Goncourt (edizione detta "del Centenario") nel 2003 per L'amante di Brecht (La Maîtresse de Brecht).

## Opere

### Romanzi
- 1965: Le congé
- 1966: Élisabeth Skerla
- 1974: La vie comme ça
- 1977: Bermuda
- 1978: La nuit tombante
- 1981: Jeunesse dans une ville normande
- 1985: Enquête d'hiver
- 1987: L'après-midi
- 1992: La peau du monde
- 1995: Province
- 1997: Les deux Léopards (Prix Contre-point 1997)
- 1999: L'Homme du silence
- 2001: Ma vie, son œuvre
- 2003: L'amante di Brecht (La maîtresse de Brecht) (Premio Goncourt 2003)

### Romanzi noir
con lo pseudonimo di Paul Clément:
- 1981: Exit
- 1982: Je tue à la campagne

col suo vero nome:
- 2008: (il titolo definitivo sarà comunicato nel gennaio 2007)

### Racconti
- 1970: Un voyage en province
- 1986: Confessions d'un enfant gâté (Prix Roger-Nimier 1986)
- 1993: L'adieu à la raison
- 1994: Stendhal: 3 juin 1819
- 2007: Un'estate da Voltaire (Un été chez Voltaire)

### Novelle
- 1973: Les lumières de l'Antarctique

### Teatro
- 1974: Les sables mouvants
- 1989: Le maître-nageur
- 1989: Les environs de Heilbronn
- 1991: Après nous
- 1991: La Waldstein
- 1992: Le mal du pays
- 1992: Singe
- 1993: Appassionata
- 1993: Passions secrètes, crimes d'avril (Prix CIC du Théâtre 1992)
- 1997: La clairière
- 2005: Le tableau de Poussin